# Мартинец Ореховички
Мартинец Ореховички је насељено место у саставу општине Бедековчина у Крапинско-загорској жупанији, Хрватска. До територијалне реорганизације у Хрватској налазио се у саставу старе општине Забок.

## Становништво
На попису становништва 2011. године, Мартинец Ореховички је имао 393 становника.

## Попис1991.
На попису становништва 1991. године, насељено место Мартинец Ореховички је имало 418 становника, следећег националног састава:
| Попис 1991.‍  | Попис 1991.‍  | Попис 1991.‍ | Попис 1991.‍ | Попис 1991.‍ |
| ------------ | ------------ | ----------- | ----------- | ----------- |
|              |              |             |             |             |
| Хрвати       | Хрвати       |             | 413         | 98,80%      |
| Руси         | Руси         |             | 1           | 0,23%       |
| неопредељени | неопредељени |             | 1           | 0,23%       |
| непознато    | непознато    |             | 3           | 0,71%       |
| укупно: 418  |              |             |             |             |